# Eothoracosaurus
Eothoracosaurus é um gênero extinto de crocodiliano do clado Gavialoidea do período Cretáceo. Há uma única espécie descrita para o gênero Eothoracosaurus mississippiensis. O holótipo foi descoberto na formação Coon Creek, Tennessee.